# Bacchetta d'oro
Il Concorso Internazionale per Banda «La Bacchetta d'Oro» è un concorso bandistico che si tiene ogni anno, in genere all'inizio del mese di maggio a Frosinone. Nato nel 1997, ad oggi è giunto alla XXII edizione.

## Regolamento
Al concorso possono iscriversi tutte le formazioni musicali non professionali legalmente costituite, anche di natura giovanile, formazioni bandistiche dei licei musicali e dei Conservatori statali, formate da massimo 65 esecutori. Ciascuna banda potrà iscriversi in una sola delle tre categorie proposte (A, B e C), mentre è prevista una Categoria Speciale riservata a orchestre di fiati e percussioni dei Licei Musicali e Scuole di Musica pareggiate.
Ogni banda in concorso deve eseguire un brano d'obbligo, un brano a scelta libera e una marcia d'obbligo, con gradi di difficoltà differenti per ogni categoria di concorso. Sulla base di queste esecuzioni la giuria esprime un giudizio in centesimi.
Le bande saranno classificate secondo la graduatoria risultante dalle votazioni finali nella categoria di appartenenza. Ai vincitori di categoria saranno assegnati premi in denaro e/o voucher offerti dagli sponsor. Il primo premio, di categoria, sarà assegnato solamente se il 1° classificato totalizzerà un punteggio di almeno 90,00/100 (novanta su cento) punti.

### Premi speciali[3]
Sono assegnati anche dei premi speciali: 
Premio Edizioni Boario:
- assegnato alla banda che totalizzerà il maggior punteggio, fra tutte le categorie, relativamente all’esecuzione della marcia d’obbligo;

Trofeo Bacchetta D’Oro | Vincitore del concorso La Bacchetta d’Oro
- assegnato alla banda che totalizzerà il maggior punteggio, fra tutte le categorie, pari e/o superiore a 90,00/100, decretando così il vincitore assoluto del concorso;

Trofeo dell’Unione Musicale Ciociara
- assegnato alla banda, concorrente nella Categoria Speciale “Sezione Unica” Scuole e Licei Musicali, che si classificherà 1ª con un punteggio pari e/o superiore a 85,00/100

## Albo d'oro

### Edizione 2004
- Terza categoria: Associazione musicale culturale "Licinio Refice" - Patrica(FR)
- Prima categoria: Associazione banda musicale "Città di Fiuggi" - Fiuggi (FR)
- Seconda categoria: Complesso Bandistico Comunale di Ceccano - Ceccano (FR)
- Terza categoria: Società filarmonica "Colloredo di Prato" - Colloredo di Prato (UD)
- Categoria giovanile europea: Gruppo giovanile di fiati "I Minipolifonici" - Trento (TN)
- Bacchetta d'oro: Fulvio Dose [direttore della Società filarmonica "Colloredo di Prato" - Colloredo di Prato (UD)]
- Bacchetta d'argento: Michele Cont [direttore della Gruppo giovanile di fiati "I Minipolifonici" - Trento (TN)]
- Bacchetta dell'Unione musicale ciociara: Fabrizio Giordano [direttore della Banda giovanile "Città di Fiuggi" - Fiuggi (FR)]
- Trofeo dell'Unione Musicale Ciociara: [Complesso Bandistico Comunale di Ceccano - Ceccano (FR)]
- Menzioni della giuria: Stefano Coppo [direttore della Filarmonica San Marco - Buttigliera Alta (TO)]